# Serge Babary
Serge Babary, né le 16 juillet 1946 à Tours, est un entrepreneur et homme politique français, membre du parti Les Républicains.
Actif dans la vie politique locale tourangelle depuis les années 1980, il est maire de Tours entre le 5 avril 2014 et le 4 octobre 2017. Il a également été patron puis actif au sein de l'organisation patronale Confédération des petites et moyennes entreprises (ex-CGPME), avant de prendre la présidence de la Chambre de commerce et d'industrie de Touraine. Il est élu sénateur d'Indre-et-Loire en 2017.

## Parcours professionnel
Serge Babary réalise l'ensemble de son cursus scolaire au collège et lycée privé Saint Grégoire de Tours et intègre ensuite l'École supérieure de commerce d'Angers (ESSCA). Diplômé en 1968, il entre à la direction du groupe Docks de France, entreprise créée à Tours et rachetée en 1996 par le groupe Auchan. Fort de cette expérience, il rejoint la société Briau, spécialisée dans la fourniture de matériels de BTP.
Il quitte cette société en 1975 pour fonder sa propre entreprise baptisée Tradutours, société de services spécialisée dans la traduction technique au service des entreprises. Serge Babary va développer son activité avec la création d'une filiale (Atlantic Traductions) à Nantes en 1979, à Rennes en 1991, à Dourdan en 2000 (filiale spécialisée dans l'aéronautique), à Lyon en 2002 et à Paris en 2004. Cette société compte aujourd'hui cinquante employés à travers toute la France. Serge Babary cède son entreprise en novembre 2013 afin de se consacrer à la conquête de la ville de Tours où il a été investi pour mener la liste d'union UMP-UDI.

## Parcours politique

### Un homme politique de droite
Adhérent de Démocratie libérale, Serge Barbary devient membre de l'Union pour un mouvement populaire dès sa création en 2002. Il est surtout actif dans la politique locale, et son frère Loïc Babary est maire de Reignac-sur-Indre depuis 2001.
Lors de la primaire de la droite et du centre de 2016, il soutient Bruno Le Maire lors du premier tour avant de se rallier à François Fillon pour le second. Il lui renouvelle ensuite sa confiance en le parrainant pour l'élection présidentielle de 2017.

### Conseiller municipal
Adjoint au maire de Tours, Jean Royer, chargé du développement économique et de l'emploi de 1989 à 1995, il participe à l'arrivée du TGV au centre de la ville. Après l'élection de Jean Germain à la mairie de Tours en juin 1995, il devient conseiller municipal d'opposition, fonction qu'il exerce jusqu'en 2001, date à laquelle il est élu conseiller général du canton de Tours centre avec près de 60 % des voix, et réélu en 2008.
En 2001, il exerce la fonction de vice-président du conseil général, chargé du tourisme, des relations internationales et des relations avec les groupements socioprofessionnels. Réélu conseiller municipal de Tours en 2008 sur la liste conduite par Renaud Donnedieu de Vabres, il renonce à exercer son mandat au bénéfice de Stéphane Fradet qui entre au conseil municipal à 23 ans.

### Autres fonctions
Serge Babary est également secrétaire départemental de la Confédération générale des petites et moyennes entreprises (CGPME) d'Indre-et-Loire de 1985 à 2005, ainsi que délégué consulaire et membre de la Chambre de commerce et d'industrie d'Indre-et-Loire à partir de 1985.
Il est également premier vice-président de la Chambre de commerce et d'industrie de Touraine, chargé de l'enseignement supérieur, de 2000 à 2010. C'est à ce titre qu'il exerce les fonctions d'administrateur de l'École supérieure de commerce et de management de Tours (ESCEM), de l'Observatoire économique de la Touraine, ainsi que de l'aéroport de Tours Val de Loire.
Entre 2001 et 2008, Serge Babary exerce également les fonctions de vice-président de l'Agence de développement de la Touraine, chargé de l'international, de président d'Equatop, zone d'activité de haute technologie, de président du comité départemental du tourisme et de président de l'Institut de Touraine, école centenaire de renommée internationale qui accueille chaque année près de 2 500 étudiants de 80 nationalités différentes afin de leur apprendre le français.
Le 10 janvier 2011, il prend la présidence de la Chambre de commerce et d'industrie de Touraine ainsi que la vice-présidence de la Chambre régionale de commerce et d'industrie Centre.

### Maire de Tours

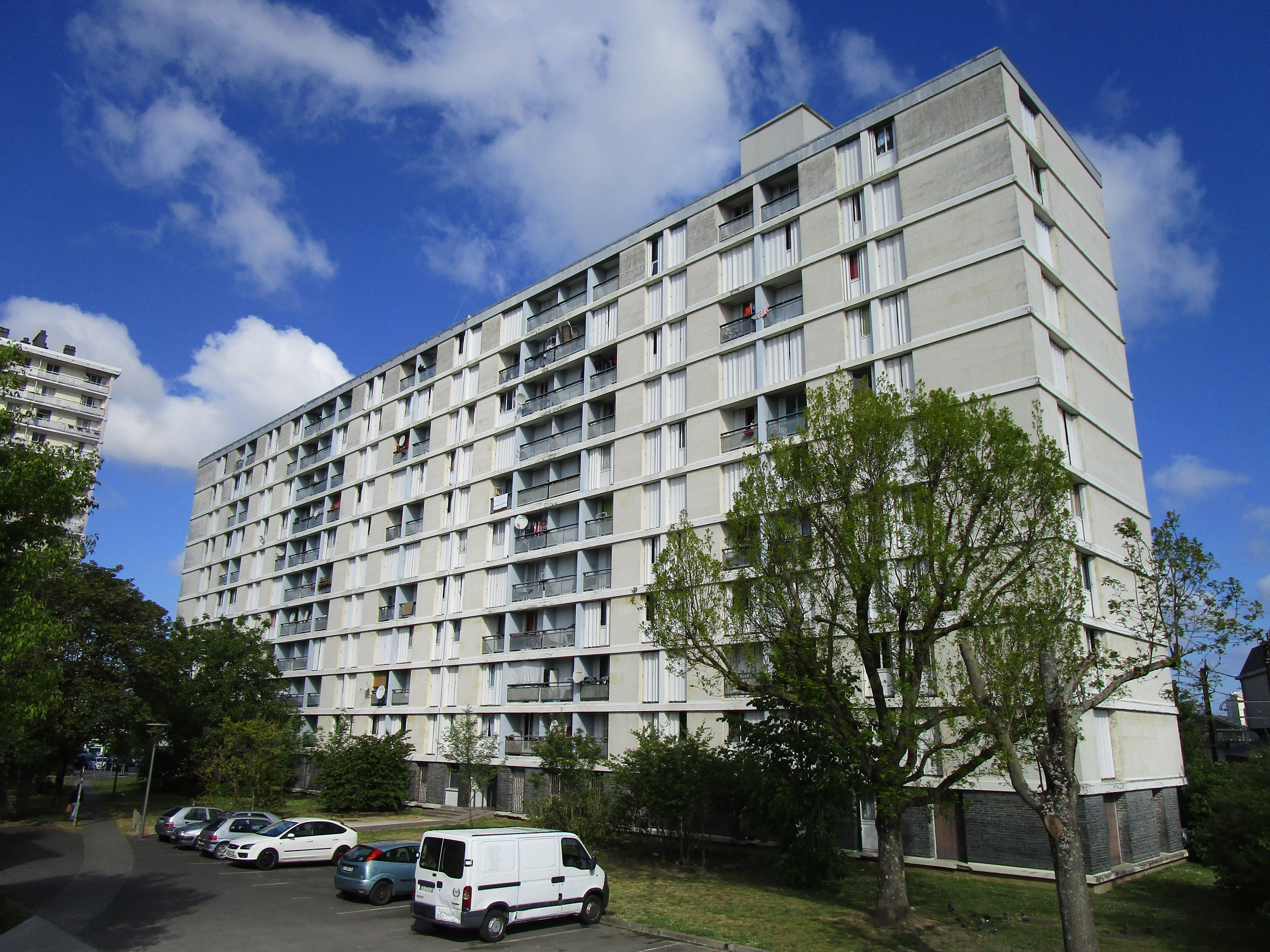
La restructuration du Sanitas est l'un des grands chantiers lancé par Serge Babary.

Il se met en congé de ses activités professionnelles en octobre 2013, afin de se consacrer pleinement à la campagne municipale de mars 2014 en vue de conquérir la mairie de Tours, accompagné de Sophie Auconie, Christophe Bouchet et Thibault Coulon. Vainqueur des élections au second tour le 30 mars 2014, il est élu maire par le nouveau conseil municipal le 5 avril suivant. Le 12 avril, il est élu 1er vice-président de la communauté d'agglomération Tour(s) Plus, devenue Tours Métropole Val de Loire en 2017, chargé du développement économique et du tourisme.
En mai 2014 et mai 2017, Serge Babary prend deux arrêtés anti-mendicités controversés, avec notamment pour objectif affiché la lutte contre le terrorisme. Ils sont critiqués et attaqués en justice par des associations de lutte contre la pauvreté. En 2017, Serge Babary lance le grand chantier de restructuration du quartier populaire du Sanitas, qui se centre principalement sur la destruction de logements sociaux et leur remplacement par des logements privés,.
Le 25 août 2017, il annonce qu'il conduira la liste Les Républicains aux élections sénatoriales du 24 septembre 2017 dans le département d'Indre-et-Loire. Compte tenu de l'engagement pris lors de sa campagne municipale de se consacrer exclusivement à son mandat de maire, cette annonce lui vaut de nombreuses critiques,.
Le 5 octobre 2017, il démissionne de sa fonction de maire pour se consacrer à son mandat parlementaire. Christophe Bouchet est élu par le conseil municipal le 17 octobre pour lui succéder à la mairie.

### Sénateur d'Indre-et-Loire
Le 24 septembre 2017, il est élu sénateur d'Indre-et-Loire.